# Алазея
Алазе́я — річка в Росії на північному сході Якутії. Бере початок у південній частині Алазейського плоскогір'я при злитті річок Нелькан і Кадилчан, протікає по Колимській низовині, впадає у Східно-Сибірське море двома основними гирлами, утворюючи бар.

## Географія
Довжина 1590 км, площа басейну 64 700 км².
Головна притока — Россоха (ліва). Середня витрата води в нижній течії 320 м³/с.
Русло річки дуже покручене, живлення дощове і снігове. Скресає в кінці травня — на початку червня, замерзає в кінці вересня — на початку жовтня. В долині — модринова тайга і тундрова рослинність.
В басейні річки понад 24 тисячі озер загальною площею 9330 км²